# Nantheuil
Nantheuil é uma comuna francesa na região administrativa da Nova Aquitânia, no departamento Dordonha. Estende-se por uma área de 16,95 km². Em 2010 a comuna tinha 997 habitantes (densidade: 58,8 hab./km²).